# Hibbertia exasperata
Hibbertia exasperata är en tvåhjärtbladig växtart som först beskrevs av Steudel, och fick sitt nu gällande namn av John Isaac Briquet. Hibbertia exasperata ingår i släktet Hibbertia och familjen Dilleniaceae. Inga underarter finns listade i Catalogue of Life.